# Parc quasi national de Kyūshū Chūō Sanchi
Le parc quasi national de Kyūshū Chūō Sanchi (九州中央山地国定公園, Kyūshū Chūō Sanchi Kokutei Kōen) est un parc quasi national situé dans les préfectures de Kumamoto et de Miyazaki au Japon. Créé le 15 mai 1982, il s'étend sur 270,96 km2.